# دم‌بادبزنی شکم‌سفید
دم‌بادبزنی شکم‌سفید (نام علمی: Rhipidura euryura) نام یک گونه از سرده دم‌بادبزنی است.